# María Eugenia Chellet
María Eugenia Chellet (17 de febrero de 1948, Ciudad de México) es una artista visual mexicana activa desde los años 60 que ha evolucionado de la fotografía a los medios mixtos y arte performance. Su obra se dirige a la exploración de arquetipos femeninos y otras imágenes relacionadas con la feminidad usándose a sí misma en papeles como figuras femeninas bíblicas, en obras de arte clásico y aquellas de medios masivos comerciales del siglo XX al presente. Ha sido reconocida con la afiliación al Salón de la Plástica Mexicana.

## Biografía
Chellet, también conocida como Maru, nació en la Ciudad de México en 17 de febrero de 1948. Realizó la escuela primaria en la ciudad de Querétaro. Recibió el grado de licenciatura en Ciencias de la Información por la Universidad Iberoamericana y concluyó la maestría en Artes Visuales en la Academia de San Carlos en la Ciudad de México. También realizó estudios de fotografía en el City Literary Institute en Londres.

### Carrera
Al principio de la carrera, Chellet modeló para otros artistas, algo que consideró un ejercicio de autoconciencia de cuerpo e imaginación. Entre sus exposiciones individuales destacan Bonitas hasta la muerte, performance en el museo Ex Teresa Arte Actual (2012); Irresistibles y coladas, montajes, collages y arte objeto en la Museo Casa de León Trotsky en la Ciudad de México (1996); Metamorfosis, instalación con montajes y collages en el Museo de Arte Carrillo Gil en la Ciudad de México (1996), La Maja soy yo, montajes, collages y video en la Escuela Nacional de Artes Plásticas(ahora Facultad de Artes y Diseño) (1989) y Archetypen, Protypen, Stereotypen, montajes y collages en la galería Trabant en Viena (1988).
Su obra ha sido parte de diferentes exposiciones colectivas en el Museo Universitario del Chopo (1994), en la Universidad Autónoma Metropolitana (1993), en el Museo de la Ciudad de México (1991) y en el Museo de Arte Moderno (1987) de la Ciudad de México, entre otras. Participó en la 3.ª Bienal Latinoamericana de Fotografía en La Habana en 1985.

## Obra
Chellet empezó su práctica artística en la fotografía en la década de los años sesenta, evolucionando progresivamente hacia los años ochenta para experimentar con otros medios, primero el collage, después fotomontaje, arte objeto, videoarte, instalación, documental y performance. Muchas de sus obras actuales combinan varios elementos, técnicas y materiales.
El trabajo de la artista se enfoca en los arquetipos femeninos y otros imaginarios de lo femenino, mezclando regularmente los del arte clásico y de los medios masivos del siglo XX al presente. Explora la identidad femenina especialmente la relacionada al cuerpo abordada con ironía, humor irreverente y kitsch. Sus obras tienen representaciones de vírgenes, figuras femeninas religiosas, prostitutas, divas, muñecas Barbie y mujeres famosas como Marilyn Monroe y Mata Hari. Sus trabajos en collage juntan y reconfiguran elementos de diferentes espacios y tiempos. Para la pieza La Maja Soy Yo, utilizó imágenes de pinturas barrocas en las cuales cortó y pegó distintos elementos sobre ellas. En el video Soy Totalmente Rubens (parodia del eslogan de una tienda departamental "Soy Totalmente Palacio") se superpuso ella misma sobre varias pinturas de Rubens para criticar los clichés y estereotipos de mujeres en la industria moderna del entretenimiento.
Sus representaciones de lo femenino se enfocan en imágenes de ella misma utilizando el autorretrato para explorar su propia identidad y autoafirmación como mujer en este lugar y tiempo. Se ha representado a sí misma como mujer de pinturas clásicas en cine y cómics, como pin-up girl y modelo en publicidad.
Aprendió sobre performance a través de libros y se impresionó por la idea de experimentar con el tiempo y el espacio además de hacerlo directamente con una audiencia. Para Chellet, hacer performance es una forma de ir más allá de sus propias fronteras, confrontando sus límites y los de los otros para expresar sus dudas y preocupaciones. Cree que el performance es parcialmente terapéutico y sanador en un sentido ritual. En sus acciones se ha representado como Mona Lisa, Venus de Milo, como la esposa de Arnolfini, Juana de Arco, Cenicienta y distintas versiones de la virgen María.